# Poropuntius scapanognathus
Poropuntius scapanognathus är en fiskart som beskrevs av Roberts, 1998. Poropuntius scapanognathus ingår i släktet Poropuntius och familjen karpfiskar. Inga underarter finns listade i Catalogue of Life.